# سازه‌های دریایی روما
سازه‌های دریایی روما (به انگلیسی: Rauma Marine Constructions)یک شرکت کشتی‌سازی در روما، فنلاند است. محصول اصلی روما فرابر، یخ‌شکن و کشتی نیروی دریایی می‌باشد. این شرکت توسط سرمایه‌گذاران خصوصی با پیش زمینه در صنعت کشتی‌سازی فنلاند کمی پس از اس‌تی‌ایکس فنلاند در سال ۲۰۱۴ ایجاد شد. در دسامبر ۲۰۱۵ این شرکت یک سرمایه بزرگ توسط صندوق‌های سرمایه‌گذاری فنلاند دریافت کرد.